# Сардис Сити (Алабама)
Сардис Сити (енгл. Sardis City) град је у америчкој савезној држави Алабама. По попису становништва из 2010. у њему је живело 1.704 становника.

## Демографија
Према попису становништва из 2010. у граду је живело 1.704 становника, што је 266 (18,5%) становника више него 2000. године.
| Група             | 2000.         | 2010.         |
| Белци             | 1.416 (98,5%) | 1.668 (97,9%) |
| Афроамериканци    | 2 (0,1%)      | 6 (0,4%)      |
| Азијати           | 0 (0,0%)      | 6 (0,4%)      |
| Хиспаноамериканци | 9 (0,6%)      | 12 (0,7%)     |
| Укупно            | 1.438         | 1.704         |